# JSON-LD
JSON-LD (sigles en anglès de JavaScript Object Notation for Linked Data, notació Javascript d'objectes per a dades enllaçades) és un mètode de codificació de dades enllaçades mitjançant JSON. Un dels objectius del seu desenvolupament que els programadors poguessin transformar amb poc esforç les dades existents en format JSON a format JSON-LD. Això permet que les dades es puguin serialitzar d'una manera similar a la tradicional en JSON. És una recomanació del World Wide Web Consortium. Inicialment, va ser desenvolupat pel JSON for Linking Data Community Group, i posteriorment fou transferit al grup de treball del RDF per a la seva revisió, millora i estandardització.

## Disseny
JSON-LD està dissenyat al voltant del concepte d'un "context" per a proporcionar assignacions addicionals des de JSON cap a un model RDF. El context enllaça les propietats dels objectes en un document JSON amb els conceptes en una ontologia. Per a relacionar la sintaxi JSON-LD amb RDF, JSON-LD permet fer la conversió de valors a un tipus especificat o etiquetar-los amb un llenguatge. El context es pot incrustar directament en un document JSON-LD o bé posar-lo en un fitxer separat i referenciat des de diferents documents (des de documents JSON tradicionals mitjançant un encapçalament d'enllaç HTTP).

## Exemple
```
{

 
"@context"
:
 
{

 
"name"
:
 
"http://xmlns.com/foaf/0.1/name"
,

 
"homepage"
:
 
{

 
"@id"
:
 
"http://xmlns.com/foaf/0.1/workplaceHomepage"
,

 
"@type"
:
 
"@id"

 
},

 
"Person"
:
 
"http://xmlns.com/foaf/0.1/Person"

 
},

 
"@id"
:
 
"http://me.example.com"
,

 
"@type"
:
 
"Person"
,

 
"name"
:
 
"John Smith"
,

 
"homepage"
:
 
"http://www.example.com/"

}

```

L'exemple anterior descriu una persona basant-se en el vocabulari FOAF. En primer lloc, les dues propietats JSON name i homepage i el tipus Person es relacionen amb conceptes del vocabulari FOAF, i s'especifica que el valor homepage és del tipus @id, és a dir, que és un IRI en la definició de context. Basat en el model RDF, això permet que la persona descrita en el document sigui identificada sense ambigüitat mitjançant un IRI. L'ús d'IRIs resolubles permet que els documents RDF que contenen més informació siguin transcluits, el qual permet als clients descobrir noves dades simplement seguint aquests enllaços; aquest principi es coneix en anglès com Follow Your Nose. Anotant les dades semànticament com en l'exemple, un processador de RDF pot identificar que el document conté informació sobre una persona (@type) i, si el processador entén el vocabulari FOAF, pot determinar quines propietats especifiquen el nom de la persona i la seva pàgina d'inici personal.

## Ús
El Knowledge Graph (gràfic de coneixement) de Google fa servir aquesta codificació.